# Sekundarschule Nordeifel
Die Sekundarschule Nordeifel ist eine in der Trägerschaft des Schulverband Nordeifel stehende Sekundarschule in Simmerath und Hürtgenwald, deren Gründung 2013 von den Gemeinden Simmerath, Monschau, Roetgen und Hürtgenwald initiiert wurde. Die Schule verfolgt einen Reform- und Daltonpädagogischen Ansatz. Dabei steht das Leitmotiv des freien, kooperativen und selbst gesteuerten Lernens im Vordergrund. Die Sekundarschule erfüllt die Funktion einer Gesamtschule in der Nordeifel.

## Geschichte
Wegen sich wandelnder demografischer Entwicklungen und sich verändernder wirtschaftlicher Rahmenbedingungen suchten die Gemeinden Hürtgenwald, Monschau und Simmerath nach einem geeigneten Bildungsangebot. Unter der Leitung von Ursula Mertens und Albert Rieger startete die Sekundarschule im Jahr 2013 fünfzügig mit rund 140 Schülern an ihren beiden Standorten Simmerath und Hürtgenwald.
Gleichzeitig stellten die Gemeinschaftshauptschule Hürtgenwald, die Realschule Hürtgenwald, die Elwin-Christoffel-Realschule Monschau, die Gemeinschaftshauptschule Monschau-Roetgen und die Gemeinschaftshauptschule Simmerath ihren Unterrichtsbetrieb auslaufend ein. Im Jahr 2019 entließ die Sekundarschule Nordeifel ihren ersten Abschlussjahrgang.
Im Herbst 2018 wurde Melanie Müller zur Nachfolgerin von Albert Rieger in das Amt der stellvertretenden Schulleiterin eingeführt. Im darauf folgenden Jahr trat die Gründungsrektorin Ursula Mertens in den Ruhestand. Nach einem Jahr Vakanz wurde Diana Hoch im Jahr 2020 neue Schulleiterin der Sekundarschule Nordeifel.
Zu Beginn der Corona-Pandemie startete die Sekundarschule Nordeifel ein eigenes digitales Lernmanagementsystem zur Aufrechterhaltung des Schulbetriebs und des Schullebens während der Schulschließungen in den Jahren 2020 und 2021. Im Regelbetrieb dient das Portal als Ergänzung zum herkömmlichen Unterricht.
Der Jahrgang 5 des Schuljahrs 2021/2022 startete mit einem geänderten Unterrichtskonzept unter dem Motto „Schule neu denken“. Das neue Konzept greift verstärkt Elemente der Reform- und Daltonpädagogik auf, um so das eigenständige und selbstbestimmte Lernen zu befördern. Insbesondere werden regelmäßig außerschulische Lernorte in das Unterrichtsgeschehen einbezogen. Der Schulgarten vermittelt den Schülern die Prinzipien zeitgemäßer und nachhaltiger Landwirtschaft.
Auf Grund steigender Schülerzahlen wurde zum Schuljahr 2021/2022 ein neuer Gebäudetrakt am Standort Simmerath eröffnet. Durch Zuwendungen von Bund, Land und Kommunen wird die Ausstattung der Klassenräume beider Standorte um digitale Tafeln und Schülerendgeräte ergänzt.
Das Schuljahr 2022/2023 ist durch eine Weiterentwicklung des o. g. Reformpädagogischen Ansatzes und der umfangreichen Implementierung der tiergestützten Pädagogik gekennzeichnet.

## Schwerpunkte

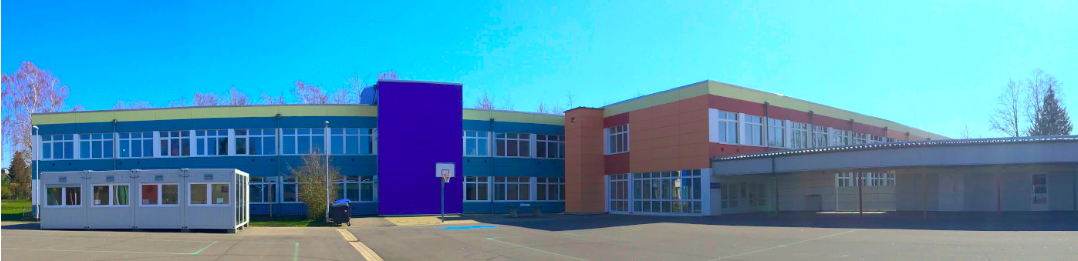
Hauptstandort Simmerath

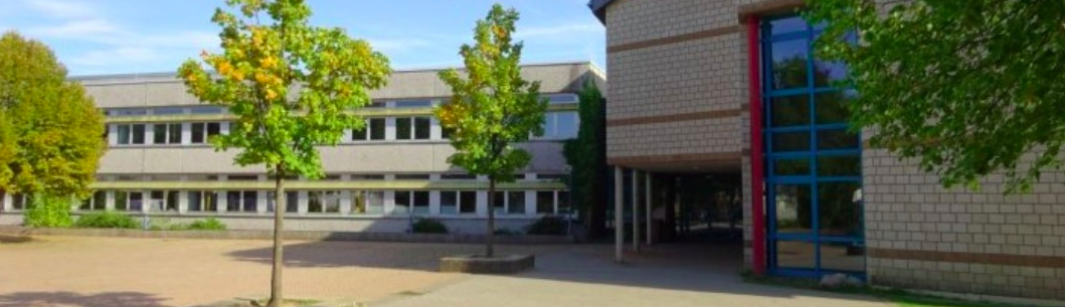
Teilstandort Hürtgenwald / Kleinhau

Die Sekundarschule Nordeifel bildet die Sekundarstufe I des nordrhein-westfälischen Schulsystems vollständig ab. Das Lehrerkollegium besteht aus Gymnasiallehrern, Realschullehrern, Hauptschullehrern, Sonderpädagogen und Sozialpädagogen, um die gesamte Bandbreite der zu erwerbenden Schulabschlüsse zu gewährleisten. Die Schüler erwerben je nach Befähigung die Fachoberschulreife mit Qualifikationsvermerk, Fachoberschulreife, Hauptschulabschluss Klasse 10, Hauptschulabschluss oder einen Förderschulabschluss.
Bis zum Ende der Klasse 6 arbeiten die Schüler gemeinsam in den Hauptfächern auf individuellen Leistungsstufen. Mit Beginn der Klasse 7 werden mehr Fächer in Form eines Grundkurses und eines anspruchsvolleren Erweiterungskurses angeboten. Hinzu treten zahlreiche Wahlpflichtmöglichkeiten. Die Schwerpunkte liegen hierbei im naturwissenschaftlichen und technischen Bereich. Besondere Beachtung findet der Bereich Robotik. Zudem besteht die Möglichkeit neben Englisch und Französisch Spanisch als dritte Fremdsprache zu wählen. Wie viele Sekundarschulen auch bietet die Sekundarschule Nordeifel einen gebundenen Ganztagsbetrieb, bei dem in den Nachmittagsstunden regulärer Unterricht stattfindet.
Kooperationsvereinbarungen mit ortsansässigen Betrieben und Schulen mit gymnasialer Oberstufe ermöglichen einen geordneten und begleiteten Übergang von der Sekundarschule hin zur Dualen Ausbildung oder zum Erwerb der Studierfähigkeit.
Schüler mit Lese-Rechtschreib-Schwäche (LRS) haben die Möglichkeit an einem speziellen Förderunterricht teilzunehmen, um diesen Nachteil auszugleichen. Schüler mit sonderpädagogischem Förderbedarf werden durch Sonderpädagogen und Inklusionsfachkräfte beim Erwerb ihrer Schulabschlüsse unterstützt. Seit dem Schuljahr 2021/2022 bietet die Sekundarschule Nordeifel einen Kurs zum Erlernen der Gebärdensprache für Menschen mit oder ohne Beeinträchtigung.
Die musikalische Ausbildung der Schüler wird neben dem traditionellen Fachunterricht durch Schülerbands und eine weitreichende Kooperation mit der ortsansässigen Musikschule Monschau ergänzt. Sportliche Förderung der Schüler über das vorgeschriebene Stundenkontingent hinaus wird durch eine Kooperation mit dem DFB und den lokalen Sportvereinen realisiert.

## Sonstiges
Das Schulgebäude und die Außenanlagen werden regelmäßig für externe Veranstaltungen angefragt, darunter beispielsweise der alljährliche „Nordeifeler Businessrun“ mit anschließender Afterrunparty.